# Brahim Moumou
Brahim Moumou (* 6. Mai 2001) ist ein deutsch-marokkanischer Fußballspieler.

## Karriere
Moumou wechselte zur Saison 2016/17 innerhalb Münchens von der FT Gern in das Nachwuchsleistungszentrum des TSV 1860 und gehörte in seinem ersten Jahr den B2-Junioren (U16) in der zweitklassigen B-Junioren-Bayernliga an. Zur Saison 2017/18 rückte er zu den B1-Junioren (U17) auf, die in der Vorsaison aus der B-Junioren-Bundesliga abgestiegen waren. Anschließend spielte Moumou in den Spielzeiten 2018/19 und 2019/20 mit den A-Junioren (U19) in der zweitklassigen A-Junioren-Bayernliga.
Zur Saison 2020/21 wechselte der 19-Jährige zum slowakischen Zweitligisten ŠTK 1914 Šamorín, dem Farmteam des Erstligisten DAC Dunajská Streda. Nachdem der Flügelspieler in 6 Zweitligaeinsätzen 2 Tore erzielt hatte, erhielt er im Januar 2021 bei DAC Dunajská Streda einen Vertrag bis zum 30. Juni 2023 und wurde in den Kader des deutschen Cheftrainers Bernd Storck aufgenommen, in dem mit Jannik Müller, Niklas-Wilson Sommer und Sidney Friede drei weitere deutsche Spieler aktiv waren. Bis zum Saisonende wurde Moumou 6-mal in der höchsten slowakischen Spielklasse eingewechselt; zudem kam er noch einmal im Farmteam zum Einsatz. Er verließ den Verein nach der Saison 2022/23 und war anschließend vereinslos.
Ende Januar 2024 kehrte Moumou zum TSV 1860 München zurück. Dort steht er im Kader der zweiten Mannschaft, die in der der fünftklassigen Bayernliga Süd spielt.